# Lách tách nâu
Lách tách nâu (tên khoa học Alcippe brunneicauda) là một loài chim trong họ Alcippeidae, nhưng trước đây từng được xếp trong họ Timaliidae, Leiothrichidae hay Pellorneidae. Loài này được Salvadori phân loại vào năm 1879.